# Rita Carmo
Rita Carmo (Leiria, 8 de maio de 1970) é uma reporter fotográfica portuguesa, conhecida pelo seu trabalho na área da música. A APORFEST galardoou-a com o Women in Music Industry Award, na edição de 2023, do Talkfest.

## Biografia
Rita Carmo nasceu em Leiria em 1970.
Estudou no IADE onde se formou em Moda. É lá que começa a fotografar as colecções criadas pelos colegas, o que resulta numa exposição na Feira Internacional de Lisboa MODA em 1992, que a leva a ser convidada por Cristina Duarte a fotografar o desfile dos finalistas do seu curso para a revista Blitz.
Inicia assim o seu percurso como fotografa, tornando-se fotógrafa residente da revista e colaboradora assídua de outras publicações, nomeadamente a revista “E” do jornal semanal Expresso, Forbes, Melody Maker, Daily Mail, Rockin'on, Snoozer Magazine.
Ao longo da sua carreira, Rita Carmo fotografou grandes nomes da música portuguesa e internacional, nomeadamente: José Mário Branco, Iggy Pop, dEUS, Eneida Marta, Micas Cabral, Roger Waters, Dead Combo, Xutos e Pontapés, Gisela João, Pixies, Ana Moura, Elza Soares, GNR, Janelle e Patti Smith.

## Prémios
Em 2019, o Jornal Região de Leiria distinguiu-a com o Troféu Mérito Profissional Afonso Lopes Vieira.
A APORFEST galardoou-a com o Women in Music Industry Award, na edição de 2023 do Talkfest.

## Obras Seleccionadas
Entre a sua bibliografia encontram-se os livros:
- 2003 - Altas-Luzes, editora Assírio & Alvim, ISBN 978-972-37-0867-7[10]
- 2008 - Imagens de Sons Portugueses, com um conto de José Luís Peixoto, editado em parceria com a revista Blitz [11]
- 2013 - Bandas sonoras: 100 retratos na música portuguesa, Chiado Editora, ISBN 978-989-51-0839-8[12]

## Ligações Externas
- Site Oficial | Rita Carmo
- Arquivos RTP | Rita Carmo no programa Há Conversa I (2009)
- SIC Noticias | Reportagem: Da música ao silêncio pela lente de Rita Carmo (2020)
- Making ALF | Conversa com Rita Carmo (2022)